# 上海漫画
《上海漫画》是於1928年4月21日至1930年6月7日在中國上海出版发行的一份图画周刊，是中国第一份成功的漫画杂志 ，也是中国最有影响的漫画杂志之一 。《上海漫画》极受欢迎，并在上海及中国各地有众多的模仿者 。《上海漫画》的封面和叶浅予创作的连环漫画《王先生》也极为有名。

## 历史

### 创刊

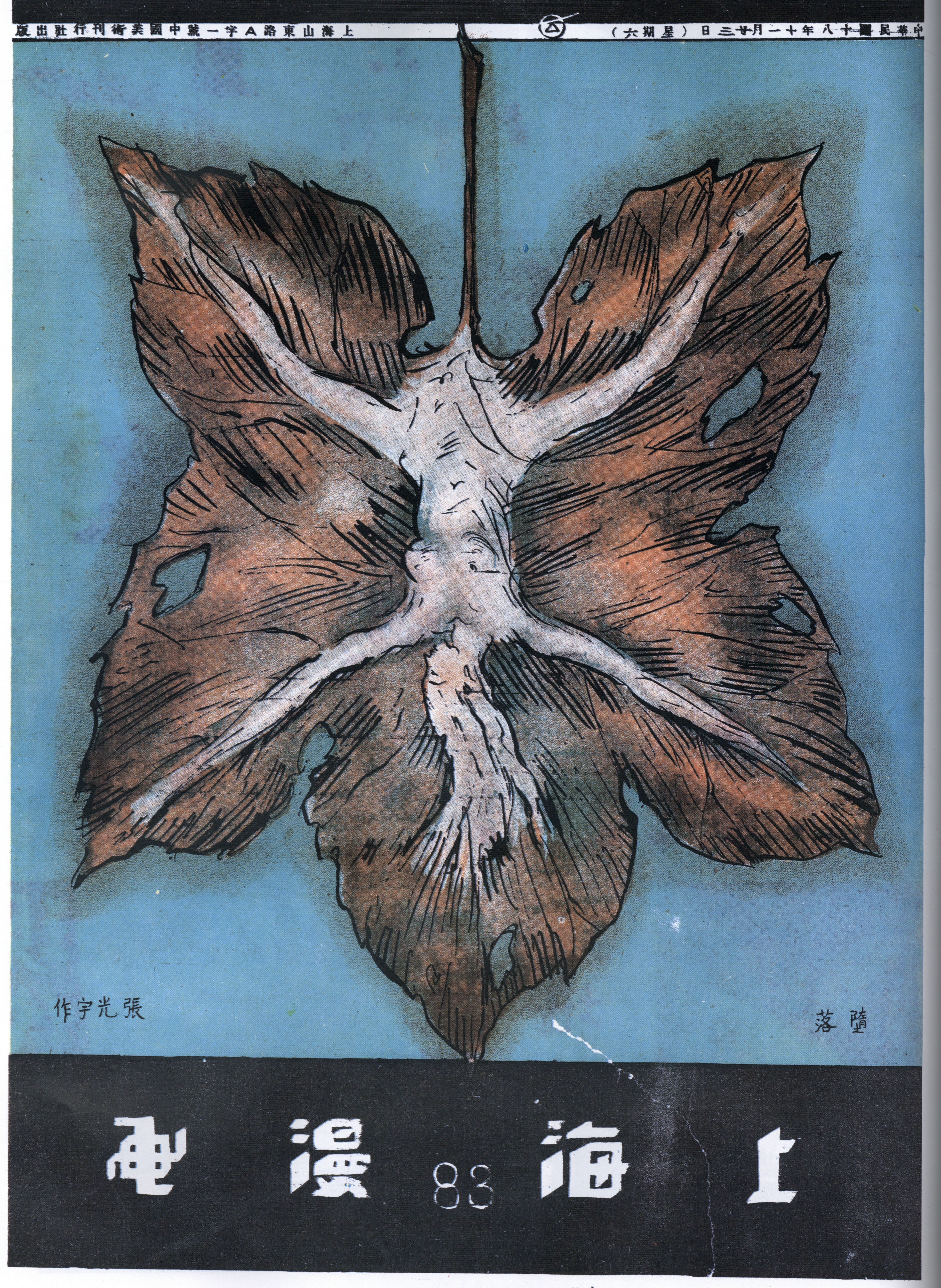
张光宇：堕落，1929年11月23日

几位艺术家，包括叶浅予和张光宇、张正宇兄弟，在创办《上海漫画》之前，在经营一份小的杂志《三日画报》，该杂志在1927年4月蒋介石的北伐军占领上海时停刊。
失业的叶浅予、黄文农、鲁少飞开始创办一份专门的漫画刊物，名为《上海漫画》，但是他们的第一期画报被报贩拒绝销售，只好拉到废品收购站当废纸卖掉，欠下印费、纸张费 。他们没有气馁，联合另外八位艺术家于1927年秋成立了漫画会。漫画会是中国第一个漫画专门社团，它的成立是中国漫画史上的大事。
漫画会是个松散的组织，没有正式领导机构，以最年长的张光宇和丁悚为事实上的领导人。漫画會的注册地和活动地点为丁悚的家。
在张光宇的领导下，漫画会谋求到资金赞助，赞助者包括诗人邵洵美。漫画会于1928年4月21日创办会刊《上海漫画》。《上海漫画》非常畅销，第一期印量约为3000份，这在当时为很高的数字了。

### 与《时代画报》合并
1930年，一位新加坡商人向张光宇、张正宇提议，创办一份新画报，与当时畅销的《良友画报》竞争。这项提议得到张氏兄弟的同意，却被负责摄影的合伙者的拒绝  。这一争议最终造成《上海漫画》在1930年6月7日闭刊，共出版了110期。《上海漫画》的漫画团队随张氏兄弟加入新成立的时代图书公司，继续编辑出版一系列杂志，包括《时代漫画》，该杂志是中国卡通艺术黄金时代的中心。
1936年5月10日，张光宇重新创办《上海漫画》，但这只是张光宇个人办的刊物，不是漫画会的会刊，原《上海漫画》其他成员仍为《时代漫画》工作。张光宇还与《时代漫画》成功组织举办了第一届全国漫画展览会，并推动了全国漫画家协会在1937年春成立。随着几个月后的八一三事变事变的爆发，上海所有漫画专业期刊全部停办，《上海漫画》界的蓬勃发展终止。

## 版面安排

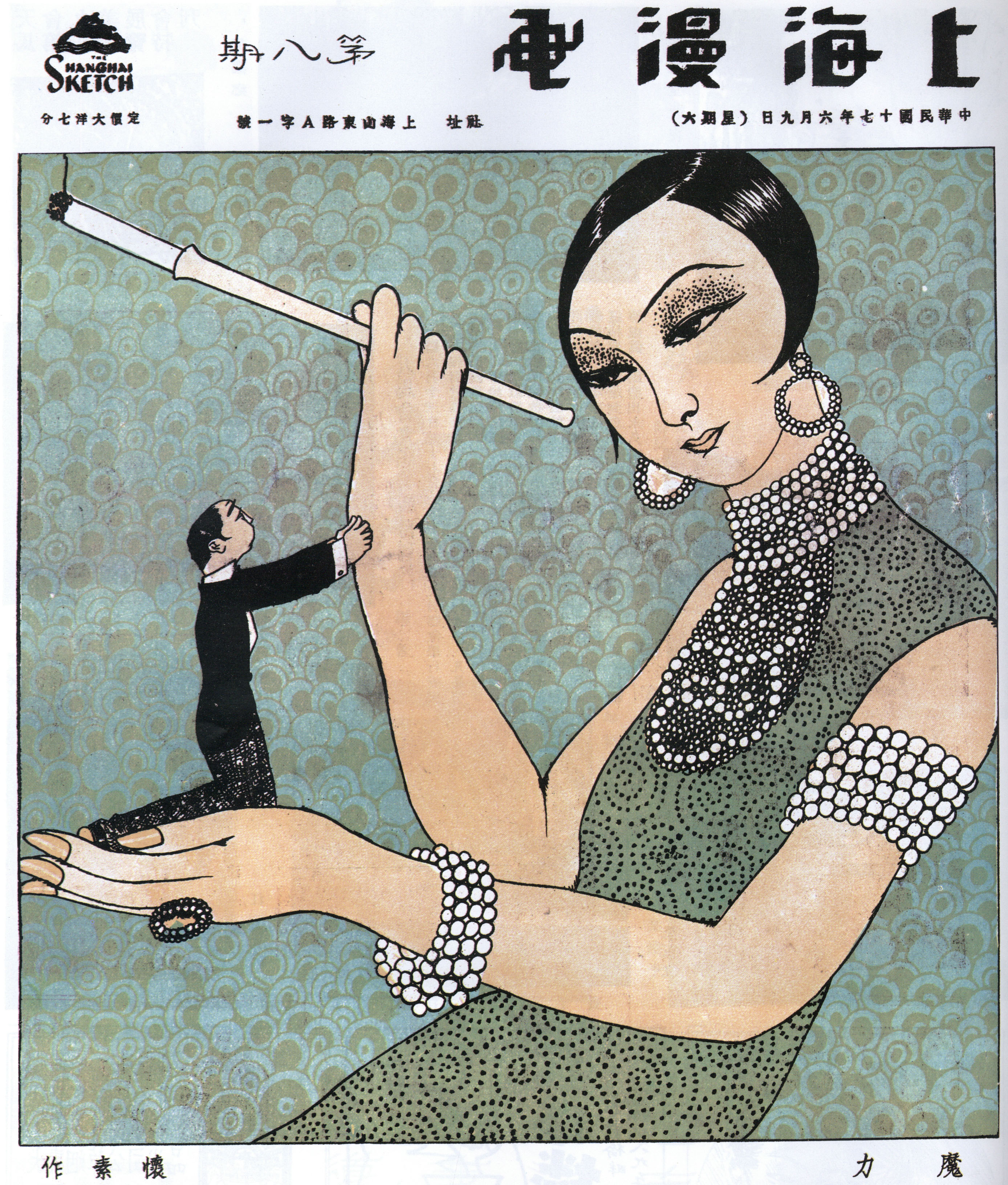
怀素：“魔力”，1928年6月9日，第8期封面

《上海漫画》每一期包括封面和封底共8个页面。每期选一幅最吸引人的漫画作品作为封面，封底是叶浅予的连环漫画《王先生》。《王先生》反映了城市日常生活的苦难，成为中国最著名的漫画作品之一。第4-5页为专门发表多位艺术家的漫画作品。其余四页灵活安排，用于发表漫画、摄影、散文、评论等。

## 影响
《上海漫画》除了发表上海漫画会成员的作品，也接受其他著名艺术家和作家的投稿，其中包括诗人、作家、富有的书商邵洵美。邵洵美的朋友，艺术家和作家叶灵凤也经常在《上海漫画》上发表作品，并成为编辑部成员。《上海漫画》还经常发表大量摄影作品，包括著名摄影家郎静山的作品。
《上海漫画》发表的作品反映的是都市日常生活，还有大量作品反映了艺术家对政治事件和当时社会情形的态度。《上海漫画》编辑部成员与上海文学界“新感覺派”作家关系密切，受其影响，创造了中华民国时代无与伦比的漫画作品。

## 封面选
- 黃文農：“迷惑的享受，诱惑的贡献”，1928年4月28日
- 叶浅予：“不幸的恋爱”，1928年6月16日叶浅予：“不幸的恋爱”，1928年6月16日
- 叶灵凤：“无题”，1928年12月29日
- 张正宇：“无题”，1929年6月29日